# Tang Zhaozong
Pour les articles homonymes, voir Li et Li Ye.
Tang Zhaozong (chinois : 唐昭宗 ; pinyin : táng zhāozōng, 31 mars 867 – 22 septembre 904) est un empereur chinois taoïste de la dynastie Tang. Son nom de naissance est Li Ye (李曄). Il règne de 888 à 904. C'est le fils de Yizong.
Les empereurs Tang étaient alors passés sous le contrôle des eunuques, tandis que des seigneurs de guerre dépeçaient l'empire et n'étaient plus contrôlables par un pouvoir central qui n'existait plus. La fragmentation de l'empire fut actée par la fondation de royaumes autonomes à partir de provinces déjà indépendantes de fait depuis quelques années.

## Fin de règne et mort
En 904, Zhu Wen, ancien lieutenant de Huang Chao rompt l'octroi d'un fief qui lui fut accordé vingt ans auparavant et assassine Tang Zhaozong. Il prend alors le contrôle du gouvernement, assassine les frères de Tang Zhaozong ainsi que le chancelier Cui Yin l'année d'après et place sur le trône Aidi, âgé de 13 ans.